# تحالف المصارعة المحترفة الدولي
تحالف المصارعة المحترفة الدولي (باللغة الإنجليزية: Global Professional Wrestling Alliance) كان منظمة تعاونية من منظمات المصارعة المحترفة من جميع أنحاء العالم. تأسست المنظمة في العام 2006 على يد المصارع المحترف ميتسوهارو ميساوا، مؤسس منظمة برو ريسلينغ نوا. كان رئيس المنظمة يوشيوكي ناكامورا، المالك المشارك لمنظمة برو ريسلينغ زيرو1. حُلت المنظمة في العام 2009 وقد اشترتها لاحقًا منظمة دبليو دبليو إي في العام 2010 بعد مزاد الإفلاس.

## الأهداف
أنشئت المنظمة كوسيلة لمساعدة عدة منظمات مصارعة محترفة في اليابان. شارك الأعضاء الموارد بينهم بما في ذلك مرافق التدريب ومصارعوها. كما أنها تنسق ترتيبات عروضها لتجنب التعارض. وبالإضافة إلى ذلك فإنها نظمت «عروضًا ضخمة» بالتعاون مع منظمات المصارعة الأعضاء وقد أقيم أول عرض ضخم في 14 نوفمبر 2006.

## الأعضاء

### المنظمات
| الاسم                                 | الممثل            | الدولة           |
| ------------------------------------- | ----------------- | ---------------- |
| أميركان كومبات ريسلينغ                | سال هاماوي        | الولايات المتحدة |
| بيغ ماوث لاود                         | كازوناري موراكامي | اليابان          |
| بيغ جابان برو ريسلينغ                 | إيجي توساكا       | اليابان          |
| دايموند رينغ                          | أكيرا هوكوتو      | اليابان          |
| دراغون غايت                           | تاكاشي أوكومورا   | اليابان          |
| دراماتيك دريم تيم                     | سانشيرو تاكاهيرو  | اليابان          |
| إل دورادو ريسلينغ                     | نورياكي كاوباتا   | اليابان          |
| يوروبيان ريسلينغ أسوسيايشن            | كريس رابر         | النمسا           |
| فرونتاير ريسلينغ أسوسيايشن            | مارك سولان        | المملكة المتحدة  |
| فل إمباكت برو                         | سال هاماوي        | الولايات المتحدة |
| آي دبليو إيه جابان                    | كيشو أسانو        | اليابان          |
| كاينتاي دوجو                          | تاكا ميشينوكو     | اليابان          |
| كينسوكي أوفيس                         | هيساكو ساساكي     | اليابان          |
| برو ريسلينغ نواه                      | أكيرا توي         | اليابان          |
| برو ريسلينغ زيرو1                     | شينجيرو أوتاني    | اليابان          |
| رينغ أوف هونر                         | كاري سيلكن        | الولايات المتحدة |
| شيمار وومن أثليتس                     | دايف برازاك       | الولايات المتحدة |
| وورلد ليغ ريسلينغ                     | هارلي رايس        | الولايات المتحدة |
| وورلد-1                               | ستيف كورينو       | كندا             |
| أسيستينثيا أساسوريا يا أدمينيستراثيون | دوريان رولدان     | المكسيك          |

### مصارعون بدون عقود
| المصارع            | الدولة          |
| ------------------ | --------------- |
| كيكوتارو           | اليابان         |
| مازادا             | اليابان         |
| ماجنيتودي كيشيوادا | اليابان         |
| مينورو سوزوكي      | اليابان         |
| نوساوا             | اليابان المكسيك |
| شيرو كوشيناكا      | اليابان         |
| تاداو ياسودا       | اليابان         |
| تاكاكو فوكي        | اليابان         |
| يوشيهيرو تاكاياما  | اليابان         |

## وصلات خارجية
- موقع برو ريسلينغ نواه الرسمي (بالإنجليزية)
- موقع برو ريسلتغ زيرو1 الرسمي
- موقع رينغ أوف هونر الرسمي
- موقع وورلد ليغ ريسلينغ الرسمي